# 10e brigade d'infanterie canadienne
La 10e Brigade d'infanterie canadienne faisait partie de la 4e Division d'infanterie canadienne dans l'Armée de terre canadienne lors de la Seconde Guerre mondiale.

## Annexe